# Tampon « Juif » en France

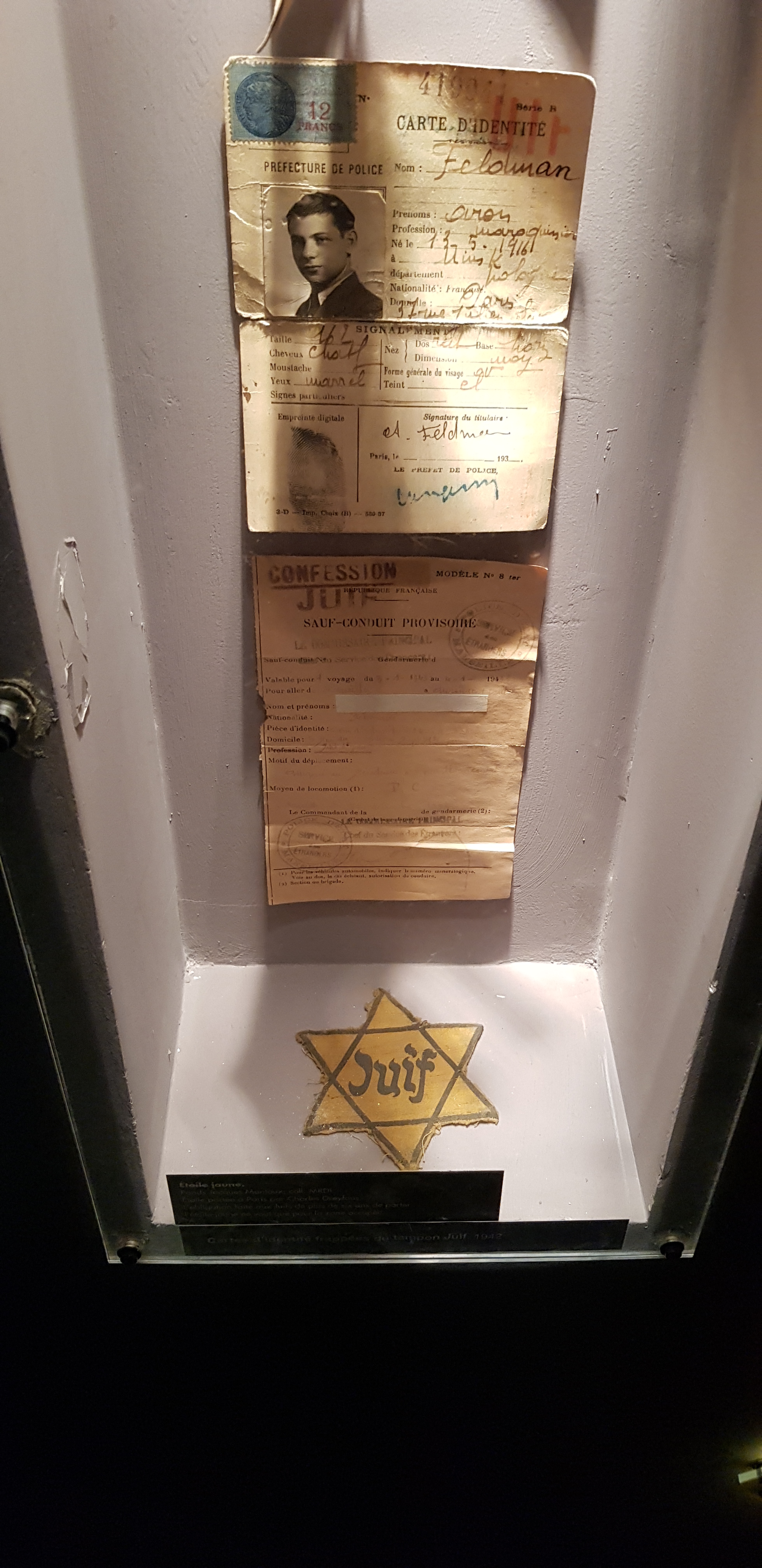
Cartes d'identité frappées du tampon « Juif », 1942, et étoile jaune.

Le tampon « Juif » est une mention apposée sur la carte d'identité des Juifs en France pendant l'occupation allemande. Cette mesure antisémite a été introduite à la suite d'une décision allemande du 7 octobre 1940. 

## Historique
Le Militärbefehlshaber (MilBfh), exige que le tampon « Juif » soit apposé sur des cartes d'identité par décision du 7 octobre 1940. Les cartes d'identité des Juifs doivent être munies « d'un tampon d'1,5 cm sur 3,5 de couleur rouge portant la mention "Juif" ou "Juive" »,.
La date du 13 octobre 1940 circule également dans certaines documentations.
Le préfet du département de la Seine ordonne le 19 octobre 1940, aux Juifs français de se présenter dans les commissariats de leur domicile pour recevoir des cartes d'identité portant la mention « Juif » ou « Juive » apposée au cachet rouge. Ils ont 24 jours pour suivre cet ordre, soit jusqu'au 7 novembre 1940.
Mais la carte d'identité n'est pas encore généralisée en France. Il existe bien une « carte d'identité d'étranger » depuis un décret d'avril 1917 mais elle ne concerne pas les Juifs de nationalité française. Pour faciliter le contrôle de la population et la mise en œuvre de ce type de mesures, le régime de Vichy ordonne donc par la loi du 27 octobre 1940 que tout Français âgé de plus de seize ans justifie de son identité par la production d'une carte d'identité appelée la « carte d'identité de Français »,. 
L'exigence de voir figurer le tampon « Juif » sur les cartes d'identité est rappelée en octobre 1941. La Feldkommandantur 748 de Rennes adresse en effet un courrier en allemand daté du 8 octobre 1941 à la préfecture des Côte-du-Nord ainsi traduit par les services de la préfecture : « Le Militärbefehlshaber en France avait ordonné que les cartes d'identité des juifs doivent porter un cachet rouge de 1cm5 x 3cm5 avec la mention "juif" ou "juive". Il est arrivé à plusieurs reprises que ce cachet n'a pas été apposé. Je vous prie de faire en sorte que l'apposition du cachet sur les cartes d'identité de tous les juifs ait lieu immédiatement et sans délai, si toutefois cela n'a pas déjà été fait ».
Après l'invasion de la zone sud en novembre 1942 à la suite de l'opération Torch, le gouvernement de Vichy impose cette même politique avec la loi du 11 décembre 1942,,. La carte individuelle d'alimentation est alors concernée en plus de la carte d'identité.
Par la suite[Quand ?], le tampon est remplacé par une perforation de la pièce d'identité, pour empêcher les fraudes.

### Résistance à cette mesure

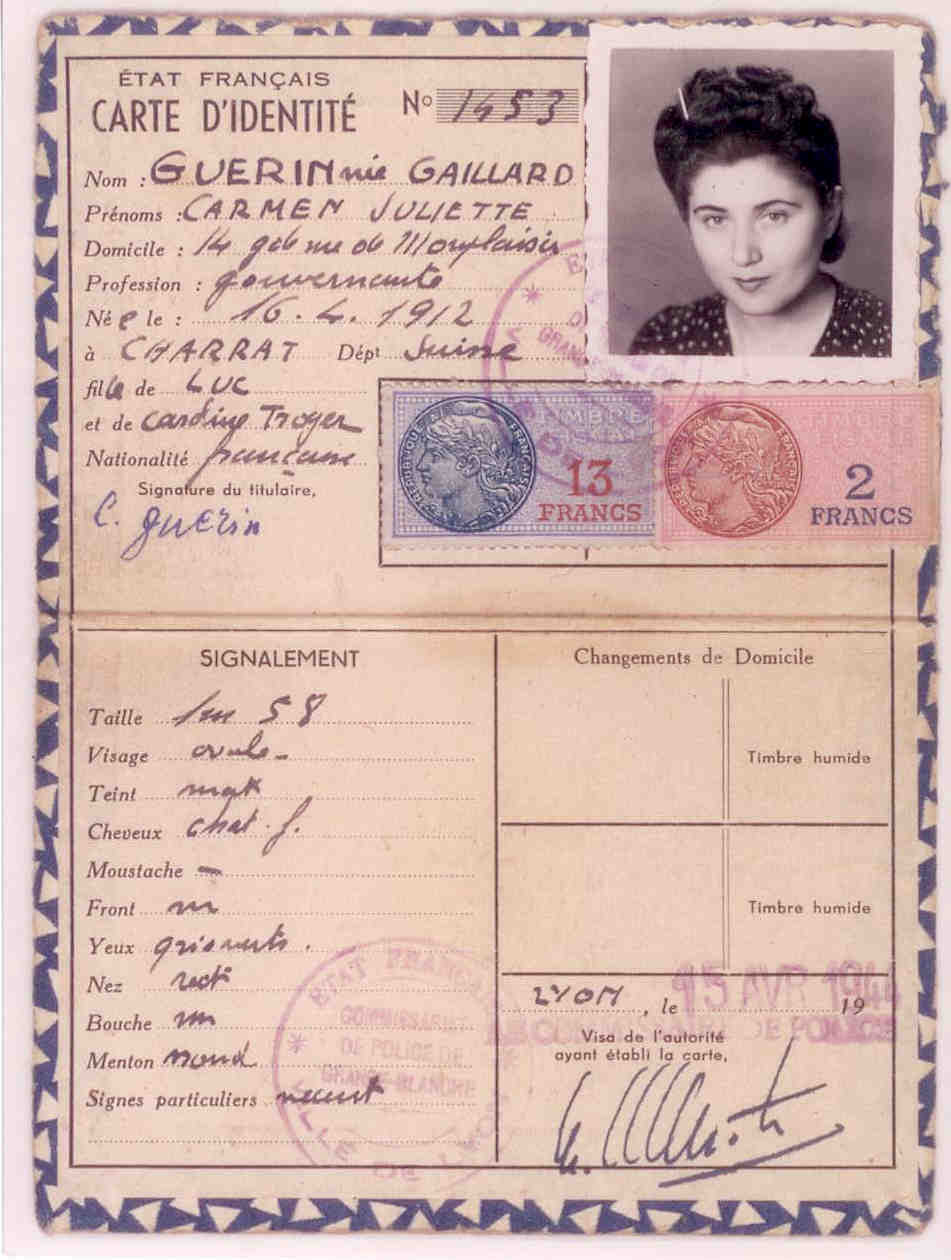
Fausse carte d'identité d'Esther Gorinsztejn sous le nom d'Esther Gorintin, 1944.

On trouve dans les commissariats, dans les gendarmeries, les préfectures et les mairies des fonctionnaires qui refusent d'accepter cette législation, et fournissent des papiers sans le tampon « Juif » ou des faux papiers.